# Orosz Örs
Orosz Örs (Komárom, 1985. június 28. –) szlovákiai magyar politikus, jogvédő aktivista, értékmentő, a legnagyobb szlovákiai magyar rendezvény, a Gombaszögi Nyári Tábor újraalapítója és 2022-ig főszervezője. Végzettségét tekintve politikai geográfus, 2010-14 között a somorjai Fórum Kisebbségkutató Intézet tudományos munkatársa volt. A Magyar Közösségi Összefogás (MKÖ) társalapítója és alelnöke.

## Élete
Szülőfalujában, Dunamocson járt alapiskolába, majd 2003-ban a komáromi Selye János Gimnáziumban érettségizett. 2010-ben a prágai Károly Egyetemen végzett politikai földrajz szakon. Számos külföldi részképzésen vett részt Romániában, Magyarországon, Franciaországban és Bosznia–Hercegovinában, valamint szakmai gyakorlaton az Európai Parlamentben. 2004-2007 között a prágai Ady Endre Diákkör alelnöke, majd elnöke, 2005 óta a Diákhálózat szervezője (2009-2011 között alelnöke) volt. Jelenleg Párkányban él.

## Politikai tevékenysége
Orosz Örs jelenleg a Nyitrai kerületi önkormányzat képviselője és a Magyar Közösségi Összefogás párt alelnöke. 2016-ig a szlovák kormány Nemzetiségi és Etnikai Bizottságának tagja, valamint a Szlovákiai Magyarok Kerekasztalának ügyvivője volt a Sine Metu Polgári Társulás képviselőjeként. A 2000-es évek óta az Magyar Közösség Pártjának (MKP) tagja, de a párt működésében nem vett részt, politikai tevékenységét attól függetlenül kezdte meg.
Szűkebben vett politikai pályafutását megelőzte nagyarányú szervezői tevékenysége: elsősorban a Gombaszögi Nyári Tábor "feltámasztása", de több alkalommal vállalta a nagy hagyományokra visszatekintő Honismereti Kerékpártúra szervezését is.
2014. április 30-án a pozsonyi igazságügyminisztérium előtt tartott, Malina Hedvig jogi meghurcolása ellen rendezett többezres tüntetés egyik főszervezője volt.
2014-ben a szlovákiai elnökválasztáson Bárdos Gyula MKP-s politikus kampányát koordinálta. 
2015 októberében bejelentette, hogy a "Fiatal Függetlenek" csoport (Zachar Pál, Bóna Zoltán, Bauer Ildikó, Orosz Örs) egyikeként a Magyar Közösség Pártja listáján indul a 2016. márciusi szlovákiai parlamenti választásokon.
Orosz Örs volt az egyik fő szervezője a 2019. november 28-án létrejött választási szövetségnek, a Magyar Közösségi Összefogásnak, mely az MKP, a Magyar Fórum párt és az Összefogás Mozgalom civil szervezet egyesítésével jött létre. Az Összefogás Mozgalom 2019 nyarán jött létre Orosz szervezésében azzal a céllal, hogy egységes magyar listát hozzanak létre a 2020-as választásokra. A választások után Mózes Szabolcs vezetésével párttá alakult mozgalom egyik alelnöke Orosz lett. 

### A 2016-os parlamenti választás
A 2016-os szlovákiai parlamenti választás során az MKP a szavazatok 4,05 százalékát (105 495 voks) szerezte meg, így az 5 százalékos parlamenti bejutási küszöböt nem érte el. A lista képviselőjelöltjei közül a 9. helyen induló Orosz szerezte meg az 5. legtöbb preferenciaszavazatot (9200-at, a Fiatal Függetlenekre érkező 18 231 preferenciaszavazat mintegy felét).

### A 2020-as parlamenti választás
A 2020-as szlovákiai parlamenti választás során Orosz Örs a Magyar Közösségi Összefogás képviseletében a pártlista 6. helyén indult. Bár a párt 3,90 százalékos eredménnyel nem került be a szlovák Nemzeti Tanácsba, Orosz a választási listán a 3. legtöbb preferenciaszavazatot (14 582-t a pártra érkezett 112 662-ből) szerezte meg.

### Nyitrai kerületi önkormányzat
A 2017. november 4-én tartott kerületi ("megyei") önkormányzati választáson Orosz Örs az MKP Komáromi járási listájáról került be a Nyitrai kerület regionális önkormányzatába 4885 szavazattal, ahol a kerületi önkormányzat idegenforgalmi bizottságának elnöki tisztségét tölti be.

## Sine Metu Polgári Társulás
A dunamocsi székhelyű Sine Metu Polgári Társulást (a latin "sine metu" – félelem nélkül jeligére) Orosz Örs hozta létre 2010-ben a Gombaszögi Nyári Tábor szervezésére. 
A polgári társulás a Gombaszögi Nyári Tábor fő üzemeltetője, az annak állandó helyszínt adó egykori gombaszögi autókemping területét 2016-ban vásárolták meg magyarországi állami támogatással és fokozatosan a szlovákiai magyarság egyik legfontosabb rendezvényközpontját alakították ki területén. 2020-ban a társaság értékmentési céllal megvásárolta az ipolysági jezsuita monostor középkori eredetű épületét is.
Orosz a társulás vezetőjeként 2015 óta egyben a Bátorkeszi Borfesztivál és több, Komárom környéki borturizmussal összefüggő rendezvény szervezője.

### Kétnyelvű Dél-Szlovákia Mozgalom
A 2015-ig anonimitásban, mintegy 30 aktivistával működő Kétnyelvű Dél-Szlovákia Mozgalom is a Sine Metu Polgári Társulás kezdeményezésére jött létre 2011-ben. A mozgalom célja a vizuális kétnyelvűség kiterjesztése, a szlovák törvényekben biztosított nyelvi jogok kikövetelése volt Dél-Szlovákia magyarlakta területein. Fő eszközük a matricázás volt, 2011-ben Dunaszerdahelyen felállították az ország első kétnyelvű irányjelzőtábláját, a következő évben felújították Ekel vasúti megállóhelyét (kétnyelvű feliratokkal), 2013-ban pedig táblaállítással álltak ki Pered névváltoztatási kezdeményezése (a hatóságilag megállapított "Tešedíkovo" szlovák név lecserélése) mellett.

### Értékmentés
A Sine Metu társaság aktivistái Orosz Örs vezetésével feladatuknak tekintik Szlovákia pusztuló, vagy elpusztított magyar emlékeinek felkutatását és megmentését. Az elmúlt években (elsősorban 2015-től kezdve) számos, az 1918-as államfordulat után megsemmisített vagy eltávolított magyar vonatkozású emlékművet kutattak fel: 
- 2016 novemberében Merény/Feketehegyen az 1919-ben eltávolított Tompa Mihály-szobor talapzatát mentették meg és állították fel Gombaszögön. Az újra elkészített, eredeti talapzatra elhelyezett Tompa-mellszobrot (Éliás Ádám alkotását) 2017 június 11-én avatták fel.[12]
- 2018-ban kezdték meg (a gombaszögi rendezvényközpont területén fekvő) 14-17. századi pálos monostor romjainak feltárását.
- A selmecbányai Petőfi-szobor egykor három méter magas talapzatának darabjait a Sine Metu 2019-ben szerezte meg a város önkormányzatától. A talapzat részeinek felhasználásával Gombaszögön ereklyés zászlótartót alakítottak ki nyolc méter magas zászlórúddal és a talapzatban elhelyezett, a szlovákiai magyarlakta településekről származó földdel. A zászlótartó felállítására 2020. június 4-én, a trianoni békeszerződés centenáriumán került sor.[13]
- 2019 április 11-én a társaság aktivistái kiemelték az elpusztított kassai honvédemlékmű szobor talapzatának egy, a Hernád partján elásott feliratos darabját.
- A sárosi Roskovány község határában a roskoványi csata emlékművének (a történelmi Magyarország legrégebbi 1848/49-es emlékművének) részben földben fekvő, részben a felszínen lévő maradványait drónok által készített légifelvételek segítségével találták meg és tárták fel. 2020. október 21-én egy darus teherautó segítségével emelték ki az emlékmű elemeit és azokat a gombaszögi táborhelyre szállították.[14]

## Kulturális tevékenysége
A Károly Egyetem doktoranduszaként kutatási területe a szlovákiai magyar ifjúság kérdései, valamint a szlovákiai gyógyfürdők 20. századi története voltak. 2010-ben főszervezője volt a Kétnyelvűség Felmérő Körútnak (KFK), mely a vizuális kétnyelvűség helyzetét mérte fel a magyarlakta szlovákiai településeken. 2011 és 2014 között a Fórum Kisebbségkutató Intézet munkatársaként a kétnyelvűség kultúrtörténetével, valamint Szlovákia északi területei magyar emlékhelyeinek dokumentációjával foglalkozott. 2012-ben a "Nyelvében él a národnostná menšina" c. kiállítás kurátora, mely mintegy 60 településen mutatta be a vizuális kisebbségi nyelvhasználat szlovákiai történetét. A szlovákiai magyar emlékek 20. századi sorsát bemutató könyve jelenleg (2021. május) előkészületben van. 

### Művei
- Nyelvében él a národnostná menšina – A vizuális kisebbségi nyelvhasználat története Dél-Szlovákiában 1918−2011 (kiállítás, kurátor, 2012)
- Horony Ákos–Orosz Örs–Szalay Zoltán: A hely nevei, a nyelv helyei. A kisebbségi nyelvi jogok története Szlovákiában 1918–2012. (magyar, szlovák, angol és francia nyelven, monográfia, 2012)
- Szoborsorsaink; Méry Ratio–Kisebbségekért – Pro Minoritate Alapítvány, Budapest, 2022 (Pro minoritate könyvek)

## Elismerések
- 2015 – Lőrincz Csaba-díj